# Шуляк Олексій Андрійович
Шуля́к Олексі́й Андрі́йович (*28 березня 1990, село Стульневе) — український футболіст, колишній гравець команди Славутич (Черкаси), нині — гравець аматорського футбольного клубу «Таврія-Скіф», лідера Чемпіонату Запорізької області.
Народився в селі Стульневе Чернігівського району Запорізької області. Вихованець СДЮШОР «Космос» міста Запоріжжя, перший тренер Гімро І. Г.

## Статистика виступів

### Професіональна ліга
| Сезон     | Команда                 | Турнір    | Матчі | Голи |
| --------- | ----------------------- | --------- | ----- | ---- |
| 2006—2007 | Металург-2 (Запоріжжя)  | чемпіонат | 11    | 0    |
| 2007—2008 | Металург-2 (Запоріжжя)  | чемпіонат | 30    | 3    |
| 2007—2008 | Металург (Запоріжжя)    | дубль     | 4     | 0    |
| 2008—2009 | Металург (Запоріжжя)    | дубль     | 9     | 0    |
| 2008—2009 | Металург-2 (Запоріжжя)  | чемпіонат | 5     | 0    |
| 2009—2010 | Металург-2 (Запоріжжя)  | чемпіонат | 12    | 1    |
| 2011—2012 | Славутич (Черкаси)      | чемпіонат | 21    | 2    |
| 2011—2012 | Славутич (Черкаси)      | кубок     | 1     | 0    |
| 2012—2013 | Авангард (Краматорськ)  | чемпіонат | 1     | 0    |
| 2012—2013 | «Динамо» (Хмельницький) | чемпіонат | 19    | 1    |
| 2012—2013 | «Динамо» (Хмельницький) | кубок     | 1     | 0    |
| 2013—2014 | Славутич (Черкаси)      | чемпіонат | 2     | 0    |
| 2013—2014 | Славутич (Черкаси)      | кубок     | 1     | 0    |